# اتحادیه زنان روزنامه‌نگار سینمایی
اتحادیه زنان روزنامه‌نگار سینمایی (انگلیسی: Alliance of Women Film Journalists) یا به‌اختصار «AWFJ»، یک سازمان غیرانتفاعی است که در سال ۲۰۰۶ میلادی پایه‌گذاری شد و مقر اصلی آن در شهر نیویورک در ایالات متحده آمریکا است.
فعالیت‌های این اتحادیه بر حمایت از زنان در صنعت فیلم‌سازی و سینما متمرکز است.
این اتحادیه از ۷۶ منتقد حرفه‌ای زن، روزنامه‌نگار، نویسندگان رسانه‌ای (نشریات چاپی، بنگاه‌های سخن‌پراکنی و رسانه‌های دیجیتال) تشکیل شده‌است.